# Hošťálkovy
Hošťálkovy (německy Gotschdorf) jsou obec v okrese Bruntál. Žije zde 635 obyvatel.

## Poloha
Obec Hošťálkovy sousedí na severu s Městem Albrechticemi, na východě s Krnovem, na jihu s Branticemi a Krasovem a na západě s Holčovicemi a Karlovicemi. Od okresního města Bruntál je vzdálena 17 km a od krajského města Ostrava 58,5 km.
Geomorfologicky patří Hošťálkovy k provincii Česká vysočina, subprovincii Krkonošsko-jesenické (Sudetské), oblasti Jesenické (Východosudetské) (geomorfologický celek Nízký Jeseník, podcelek Brantická vrchovina). Nejvyšším vrchem jsou Polomy (725 m n. m.) u Starých Purkartic, dále např. Kozí vrch (679/678 m n. m.) na hranici s Krasovem, Krejčova hora (641/622 m n. m.) a Hradní vrch/Strážiště (650/649 m n. m.) u Vraclávku, Uhlák (667/666 m n. m.) na hranici s Branticemi nebo Doubrava/Dubový (541/533 m n. m.) nad samotnými Hošťálkovy.
Území Hošťálkov patří do povodí Odry, resp. Opavy. Hlavním tokem obce je ze západu na východ směřující Kobylí potok pramenící na katastru Dlouhé Vsi a ústící v Krásných Loučkách do Opavice. Do něj se vlévá několik drobných vodotečí, např. bezejmenné potoky protékající Křížovou a Českou Vsí a potok Kotel. Na jihu katastru pramení rovněž potok Hůrka pokračující rovněž východním směrem na Chomýž.
Území obce pokrývá z 39 % zemědělská půda (11,5 % orná půda, 25,5 % louky a pastviny), z 56 % les a z 5 % zastavěné a ostatní (např. průmyslové) plochy.

## Části obce
- Hošťálkovy (k. ú. Hošťálkovy)
- Křížová (k. ú. Křížová ve Slezsku)
- Staré Purkartice (k. ú. Staré Purkartice)
- Vraclávek (k. ú. Vraclávek)

## Název
Původní jméno bylo Gotscalcsdorf - "Gottšalkova ves" (nejstarší doklad je nicméně v latinské podobě: villa Godescalci). Z domáckých podob onoho osobního jména Goz(o) a Gotsch vznikly v němčině i podoby Goczendorf (doložena ve 14. století) a Gotschdorf (doložena od 17. století). Do češtiny bylo upraveno koncem 19. století nejprve jako Hošťálkov, vzápětí na to převedeno do množného čísla, což bylo na Krnovsku a Bruntálsku časté.

## Názvy existujících a zaniklých částí
- Česky Hošťálkovy, německy Gotschdorf, polsky Hoszczalkowy (Hościalkowy, Hosztalkowy, Goszczalkowy, Gościalkowy).
  - Česky Dvůr, německy Berghof.
- Česky Křížová (1869-1880 Kruzberk, 1921-1947 Kružberk), německy Kreuzberg, polsky Krzyżowa (Krużberk).
- Česky Staré Purkartice, německy Altbürgersdorf, polsky Stare Purkarcice.
- Česky Vráclavek, německy Kleinbressel (1890 Klein Bressel. 1930 Klein-Bressel), polsky Wracławek.
  - Česky Kotel, německy Kessel.
  - Česky Matyášovy, německy Matzhof.

## Historie
První písemná zmínka o obci pochází z roku 1281, kdy patřila k opavskému knížectví. Od roku 1477 byla součástí panství Linhartovy, od něhož byla oddělena roku 1566 a stala se středem samostatného statku, který přešel dědictvím roku 1582 do majetku Skrbenských ze Hříště, od nichž ji roku 1831 koupili Strachwitzové a roku 1837 Arcové.

### Vývoj počtu obyvatel
Počet obyvatel celé obce Hošťálkovy podle sčítání nebo jiných úředních záznamů:
| Rok            | 1869 | 1880 | 1890 | 1900 | 1910 | 1921 | 1930 | 1939 | 1950 | 1961 | 1970 | 1980 | 1991 | 2001 |
| -------------- | ---- | ---- | ---- | ---- | ---- | ---- | ---- | ---- | ---- | ---- | ---- | ---- | ---- | ---- |
| Počet obyvatel | 1996 | 1794 | 1750 | 1600 | 1573 | 1530 | 1492 | 1439 | 493  | 934  | 738  | 733  | 698  | 677  |

V celé obci Hošťálkovy je evidováno 298 adres : 200 čísel popisných (trvalé objekty) a 98 čísel evidenčních (dočasné či rekreační objekty). Při sčítání lidu roku 2001 zde bylo napočteno 173 domů, z toho 144 trvale obydlených.
Počet obyvatel samotných Hošťálkov podle sčítání nebo jiných úředních záznamů:
| Rok            | 1869 | 1880 | 1890 | 1900 | 1910 | 1921 | 1930 | 1939 | 1950 | 1961 | 1970 | 1980 | 1991 | 2001 |
| -------------- | ---- | ---- | ---- | ---- | ---- | ---- | ---- | ---- | ---- | ---- | ---- | ---- | ---- | ---- |
| Počet obyvatel | 584  | 567  | 577  | 527  | 540  | 545  | 534  | 509  | 218  | 399  | 413  | 471  | 505  | 481  |

V samotných Hošťálkovech je evidováno 105 adres: 97 čísel popisných a 8 čísel evidenčních. Při sčítání lidu roku 2001 zde bylo napočteno 87 domů, z toho 84 trvale obydlených.

## Kultura
V části obce Vraclávek se nachází Muzeum praček.

## Pamětihodnosti
- Kostel svatého Michaela archanděla
- náhrobek Kryštofa Bernarda Skrbenského z Hříště
- náhrobek Karla Traugotta Skrbenského z Hříště a Marie Gabriely von Poppen
- archeologické stopy po hradu Luginsland
- Zámek

## Galerie

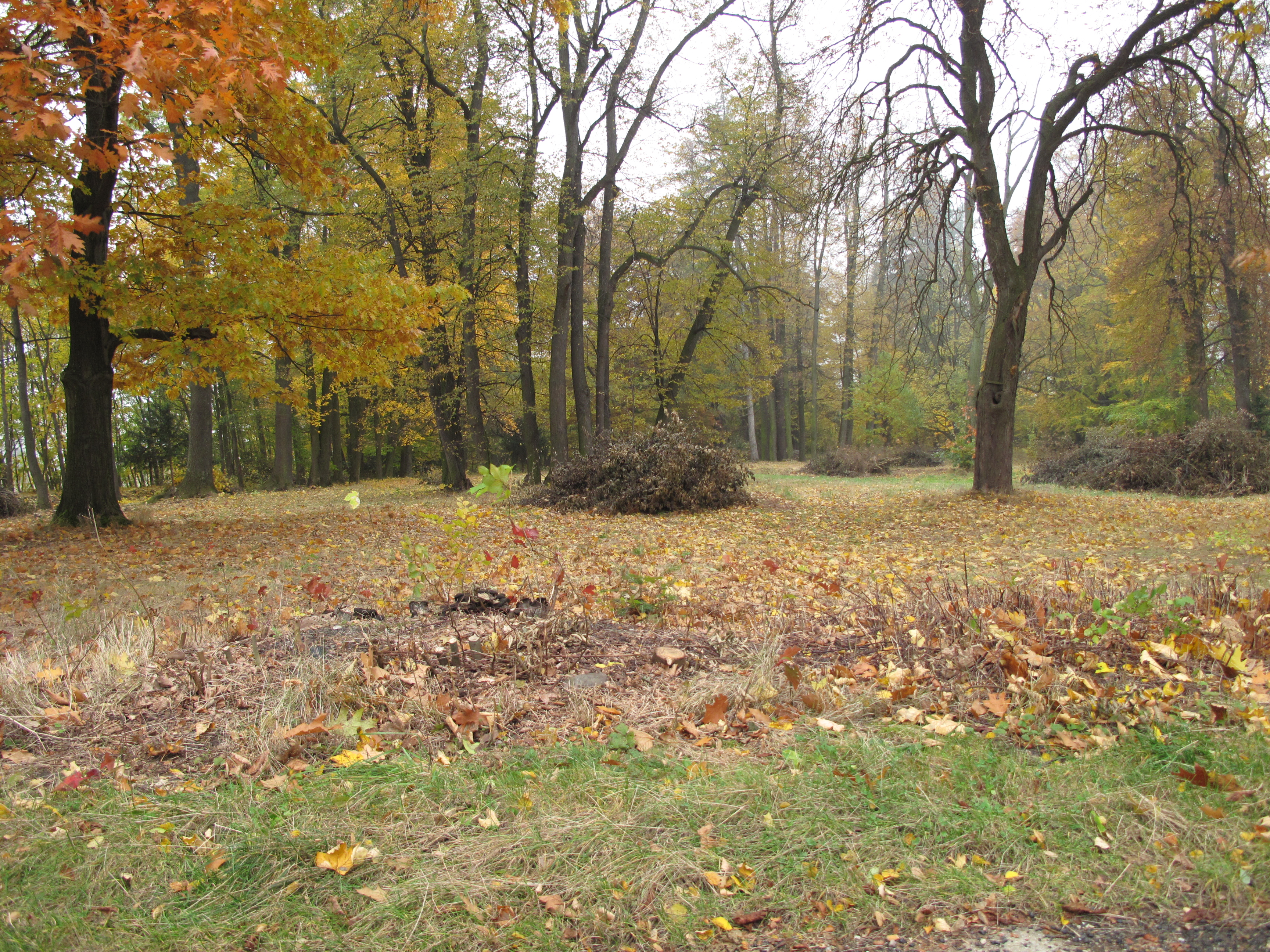
Zámecký park
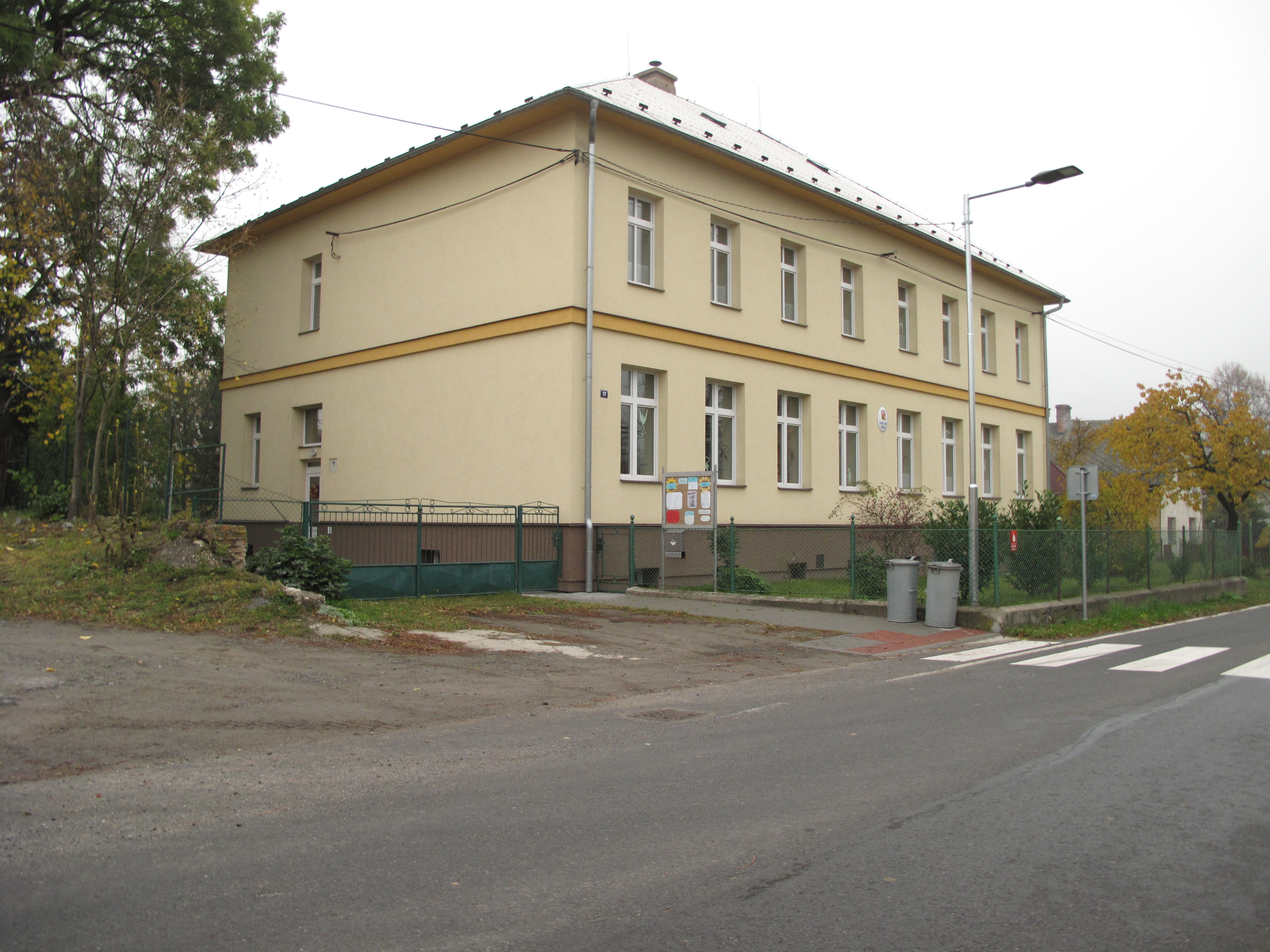
Základní škola
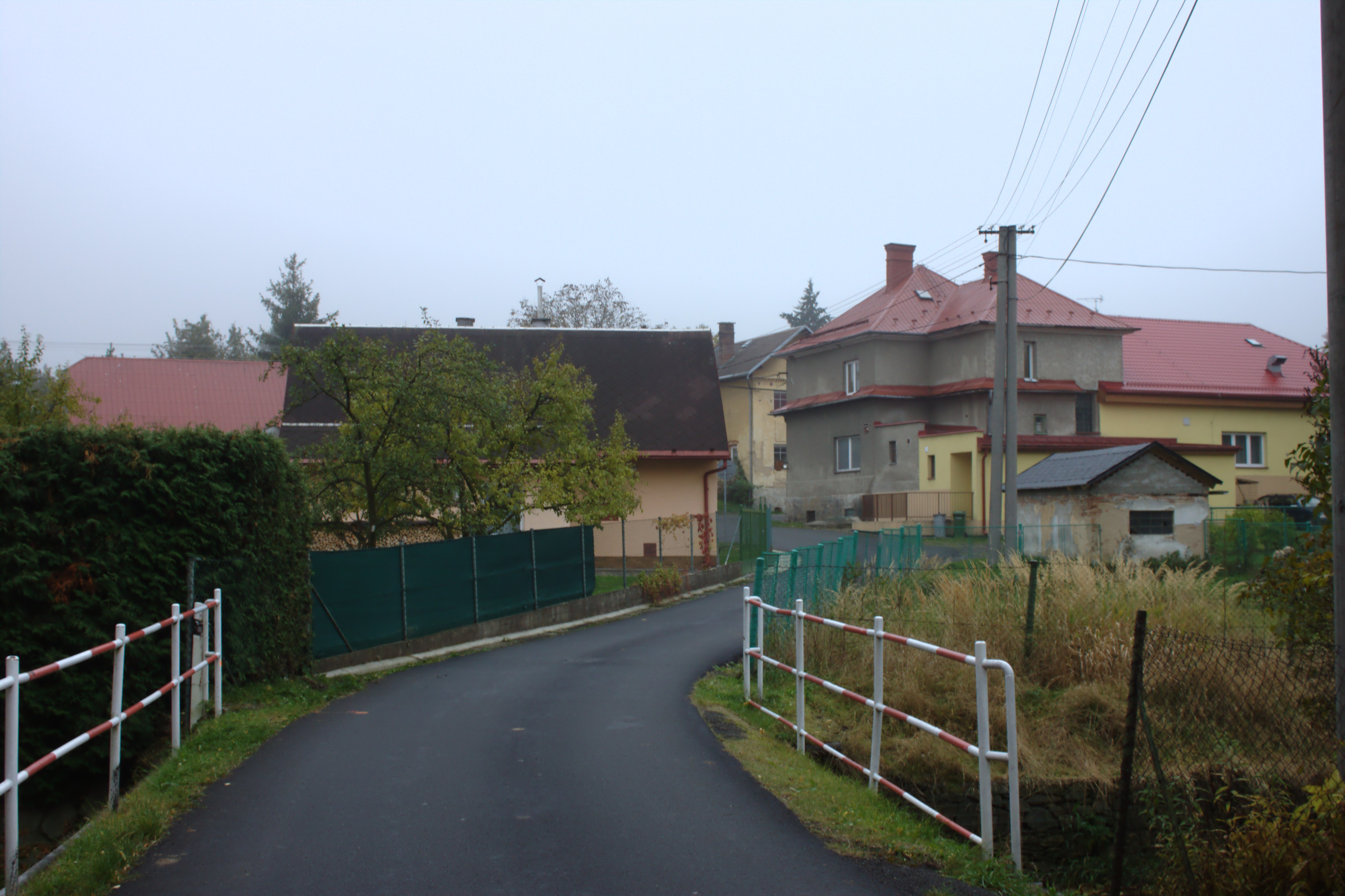
Silnice